# Cacetão
Norman Percival Joseph Davis (Porto Velho, supostamente 20 de novembro de 1926  - local desconhecido, supostamente julho de 2009 ), mais conhecido como Cacetão ou apenas Norman, foi um futebolista brasileiro, de origem anglo-caribenha que jogava como ponta, normalmente na esquerda, mas também na direita e ainda como centroavante. É o sexto maior artilheiro do Paysandu, pelo qual fez 129 gols, assim como é também o terceiro maior do clássico Re-Pa, com 28 gols, empatado com Quarenta (pai de Quarentinha).
Seu curioso apelido provinha do chute fortíssimo, descrito como "uma cacetada". Também era famoso por sua velocidade e bom drible. Além de títulos pelo Paysandu, foi campeão ainda pela Tuna Luso, defendendo também a seleção paraense.

## Origem
Em função do nome e de sua língua materna ser o inglês, é usualmente referido como estrangeiro imigrante da então Guiana Britânica (atual Guiana) ou ainda de Barbados. Cacetão, porém, nasceu no Brasil, no extinto território do Guaporé, no atual estado de Rondônia. Seu pai, sim, era imigrante da Guiana, nativo de Georgetown, ao passo que a mãe era de Trinidad e Tobago.
Norman Percival Joseph Davis Júnior, presumivelmente seu filho, gradou-se em Serviço Social na Universidade Federal do Pará e foi ativista em prol de pessoas com deficiência visual, falecendo em 2021.

## Carreira

### Início
Norman foi criado já no Estado do Pará, para onde mudou-se quando ainda tinha um ano de idade. Ali viveu inicialmente no município de Santarém e, a partir dos doze anos, na vila de Belterra. Curiosamente, ali defendeu uma equipe denominada de Paissandu, logo extinta. Ainda em Belterra, ele passou a defender o quadro local do Santa Cruz, onde foi posicionado na ponta-esquerda. Foi por lá que seu chute forte iniciou sua fama, rendendo-lhe já ali o apelido de Cacetão. A atividade o levou de volta a Santarém, onde conseguiu seu primeiro título: o campeonato municipal pelo Tiro de Guerra 190. Ao enfrentar o Júlio César, clube da capital Belém, chamou a atenção do treinador adversário, terminando por ser incentivado por amigos e familiares a tentar carreira na cidade.
Cacetão, porém, só veio a firmar contrato com o Paysandu, após uma série de desencontros. O clube alviceleste de fato era destino inicial, com o jogador levando consigo uma carta de recomendação do sargento que lhe treinava no Tiro de Guerra destinada a Nagib Coelho Matni, o treinador do "Papão". Norman teria sido aprovado em testes por Nagib, em janeiro de 1948, mas precisou voltar a Belterra. Em fevereiro, regressou a Belém e foi levado para treinar na Tuna Luso, onde foi pouco aproveitado, rumando então a treinos do Remo. Uma chuva intensa atrapalhou seu teste, mas foi solicitado a voltar pelo treinador Evandro Almeida  - quem, na década de 1960, passaria a nomear o estádio do clube.
O jogador, porém, voltou novamente a Belterra, onde deparou-se com um telegrama à sua espera com uma ordem de passagem não assinada para viajar novamente a Belém. Imaginava que teria sido remetido pelo Paysandu, onde manifestara desejo em ficar, e viajou, até descobrir já no destino que a correspondência havia sido enviada pelo Remo. Cacetão foi hospedado por emissários azulinos em um hotel sob a orientação de não treinar em nenhum lugar, à espera da regularização. Ao sair para espairecer, encontrou casualmente um emissário alviazul, que o convenceu a participar de um treinamento no estádio da Curuzu. Ali recebeu a proposta de sete mil cruzeiros de luvas e oitocentos cruzeiros mensais, quantias que jamais havia chegado perto de auferir, no que prontamente aceitou.

### Paysandu e seleção paraense

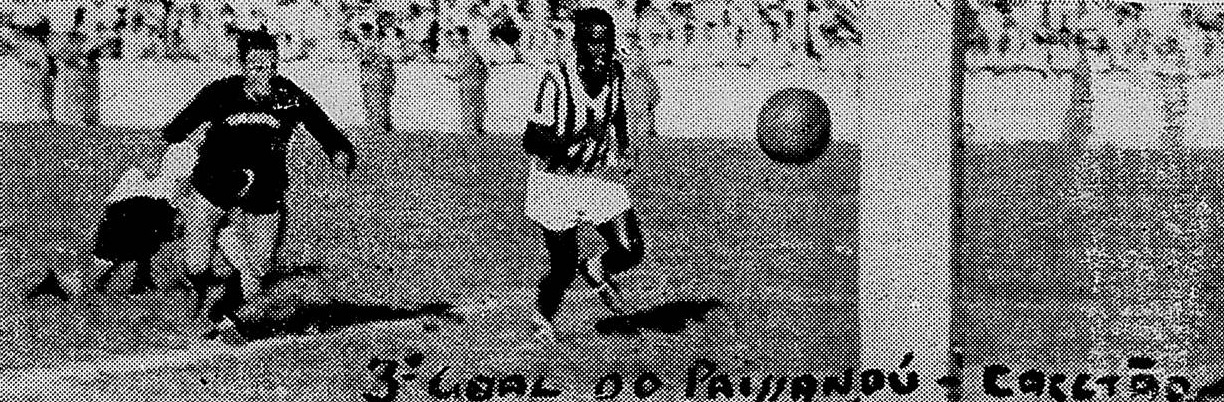
Marcando em Re-Pa de 1951 o terceiro gol de vitória do Paysandu, após encobrir o goleiro adversário Julio Véliz.

Fora exatamente em janeiro de 1948 que o Paysandu recebera o apelido de "Papão da Curuzu", em crônica esportiva de Everardo Guilhon no jornal A Vanguarda, após o time ter ganho todos os campeonatos paraenses realizados entre 1942 e 1947, até hoje sua maior sequência de títulos estaduais. Porém, a partir dali o time amargaria nove anos de jejum, só voltando a ser campeão em 1956.
De sua parte, Cacetão foi utilizado já no primeiro Re-Pa após sua regularização, em derrota de 2–0 em 23 de maio de 1948 em amistoso na Curuzu. Em agosto, em seu terceiro Re-Pa, marcou pela primeira vez, empatando em 1–1 a partida amistosa realizada no Baenão. Em setembro, jogou uma quarta vez o clássico (dos oito realizados naquele ano), marcando outro gol em empate em 2–2 em novo amistoso. Nenhum dos rivais foi campeão e sim a Tuna a despeito de ser derrotada na penúltima rodada por 2–1 no clássico com o Paysandu, com Cacetão marcando o segundo gol.
O Paysandu não teve melhor sorte em 1949, vencendo só um Re-Pa em oito disputados, muitos dos quais sofrendo três ou mais gols. Cacetão, por outro lado, marcava gols "de honra", como em derrotas por 5–3, 6–2, 5–2 (as três, seguidas, todas amistosas) e em outra por 5–3, válida pelo estadual - nesta, marcou duas vezes. Em 1950, foram três vitórias, quatro derrotas e três empates, sem gols registrados de Norman. Em paralelo, estreou pela seleção paraense em 15 de janeiro de 1950, quando ela foi retomada após quatro anos inativa. A partida foi em Macapá, na estreia da seleção amapaense no Campeonato Brasileiro de Seleções Estaduais. Cacetão marcou o único gol do jogo.
Ele começou a despontar em 1951. Em oito Re-Pas, Cacetão marcou quatro vezes, incluindo três em vitória amistosa por 4–3, além de outro em triunfo por 2–1 - em jogo beneficente para custear a viagem a São Paulo e tratamento ocular do atleta alviazul Wagner Viana, ameaçado de perder a visão. Em 1952, o clube realizou sua primeira excursão ao exterior, precisamente pelas Guianas. Embora fosse jogador de ponta, Cacetão foi o artilheiro da gira, com seis gols em oito jogos, igualado ao centroavante Quarentinha - futuro maior artilheiro do Botafogo. Foram quatro vitórias, três empates e uma derrota, incluindo partidas contra as seleções de Suriname e Guiana Francesa (derrotada por 5–0 e 8–3). No Re-Pa, Cacetão marcou um gol em empate amistoso em 3–3.
Em 1953, Cacetão marcou três vezes pelo clássico. Além das disputas locais, o Paysandu voltou a ser requisitado nas Guianas, em excursão de quatro partidas em agosto e setembro, dentre elas uma vitória por 4–1 sobre a seleção surinamesa e uma por 2–0 sobre Aruba. Em 1954, Cacetão chegou a marcar duas vezes em vitória de 3–2 em pleno "festival do Clube do Remo". Fez outros dois gols em Re-Pas de 1955, um em vitória por 4–2 e o único de um 1–0, ambos amistosos.
A campeã estadual foi a Tuna Luso, após três finais com o Paysandu já em março do ano seguinte. Numa delas, Norman fez um dos gols em empate em 3–3. Em paralelo, os alviazuis puderam festejar o bom retrospecto de apenas cinco derrotas em 22 partidas contra equipes do resto do país e até da Iugoslávia. Norman, com oito gols, foi o vice-artilheiro dessas partidas.
Em 1956, Norman marcou três vezes no Re-Pa. Uma delas, no triunfo de 4–2 que deu ao Paysandu o título do primeiro turno do estadual daquele ano. O time, enfim, adiante confirmou o título que o livrou de um jejum pendente desde 1947. Na campanha, Cacetão também marcou em vitória por 3–1 no clássico com a Tuna. Nesse clássico, ele ainda marcou os dois gols de vitória por 2–1. O Remo venceu o segundo turno, forçando finais realizadas já em fevereiro e março do ano seguinte. O Paysandu venceu ambos os Re-Pas, com Cacetão marcando no primeiro deles, em vitória por 3–2. Norman terminou também na artilharia do campeonato.
Em paralelo, Cacetão voltou a defender a seleção paraense. Curiosamente, em reencontro com o Amapá, marcando dois gols em vitória por 4–0 pelo campeonato brasileiro, no estádio da Tuna. Também marcou naquele ano um gol em 7–0 sobre a seleção amazonense, no mesmo local, em tarde trágica marcada pelo desabamento de um arquibancada a vitimar três espectadores. O campeonato brasileiro se estendeu ao início de 1957,rendendo a estreia de um time paraense no estádio do Maracanã. Cacetão esteve na ocasião histórica, embora derrotado por 6–0 pela seleção carioca.
Também em 1957, Norman esteve na vitória do Paysandu por 3–0 o Cerro Porteño, equipe paraguaia que visitava Belém, onde havia empatado em 1–1 com a Tuna e vencido o Remo por 2–1. No estadual próprio de 1957, Cacetão e o Paysandu conseguiram um bicampeonato seguido. O jogador, porém, já não foi titular, com as pontas sendo ocupadas por Nonatinho na direita e Carlos Alberto, herói do título, na esquerda.

### Pós-Papão
Em 1958, Cacetão rumou à Tuna Luso. Mesmo fora de titularidade e sem marcar gols, conseguiu individualmente o terceiro título estadual seguido. Participou de quatro das dezenove partidas da campanha tunante campeã paraense daquele ano, incluindo no clássico com o Remo vencido por 3–1 no compromisso final de uma série melhor-de-quatro-pontos entre as duas equipes. Foi o sétimo título da história cruzmaltina e o quarto em onze anos.
Norman posteriormente seguiu nos gramados como árbitro.

## Títulos
Paysandu
- Campeonato Paraense: 1956, 1957

Tuna Luso
- Campeonato Paraense: 1958

Individual
- Artilheiro do Campeonato Paraense: 1956